# Hugo Zarich
Marcos Hugo Zarich (Villa Eloísa, Argentina; 17 de marzo de 1940) fue un futbolista argentino que se desempeñaba como centrocampista.
Jugó la mayor parte de su carrera de club para River Plate y Boca Juniors y jugó para Argentina en los Juegos Olímpicos de Verano de 1960 .

### Carrera de jugador
Nacido en Villa Eloísa, Santa Fe, Zarich surgió del equipo juvenil del Club Atlético River Plate.  Jugaría en la Primera División argentina para River Plate, Club Atlético Atlanta, Club Atlético Boca Juniors, Quilmes Atlético Club y Racing Club de Avellaneda.

### A México
En 1969, Zarich se mudó al extranjero para jugar con el Deportivo Toluca FC en la Primera División mexicana, donde jugó por dos temporadas y posteriormente se retiró.

### Juegos Olímpicos
Zarich jugó para Argentina en los Juegos Olímpicos de Verano de 1960 en Roma.